# Harvard Lampoon
Harvard Lampoon è la più antica rivista umoristica mondiale, creata negli Stati Uniti nel 1876 e prodotta dagli studenti della Harvard University, una delle più prestigiose università americane.

## Storia
Nel 1970, dall'Harvard Lampoon si distaccò la National Lampoon, più nota a livello mondiale per i suoi show teatrali e televisivi e per le produzioni cinematografiche (tra le quali "Animal House" di John Landis con John Belushi, del 1978).

## Autori
Tra gli autori che si sono succeduti negli anni sulle pagine del magazine troviamo William Randolph Hearst, George Plimpton, Chevy Chase, John Updike, Conan O'Brien, Michael Schur, Greg Daniels, Simon Rich (ex-presidente dell'Harvard Lampoon), B. J. Novak, Robert Carlock, Alan Yang, Colin Jost, Carter Burwell, Justin Hurwitz.
Ha una lunga rivalità con The Harvard Crimson.